# Operation Flashpoint
Operation Flashpoint: Cold War Crisis je taktički FPS, računalna igra za PC. Operation Flashpoint: Dragon Rising je drugi nastavak u serijalu.
Češka tvrtka Bohemia Interactive Studio, koja je poznata po realističnim, tzv. mil-sim (vojne simulacije) igrama (Armed Assault 1 i 2), je razvila igru, a tvrtka Codemasters je izdavač. Igra je izdana 2001.g.

## Zaplet
OFP: Cold War Crisis
Zaplet se odvija na skupini izmišljenih otoka 1985. godine, osim otoka Kolgujev koji je jedina autentična lokacija. Igra postavlja igrača na jednu od tri strana hipotetskog sukoba između snaga NATO pakta i sovjetskih snaga koje vodi pobunjeni general. Pokret otpora je treća strana koja je uz NATO snage. Glavna karakteristika igre je poseban trud posvećen realizmu igre.
OFP: Dragon Rising
Dragon Rising se odvija na izmišljenom otoku nazvanom Skira, u 2011. godini. Nakon što Svjetska Kriza uzrokuje gospodarske neprilike u Kini, Narodnooslobodilačka Vojska preuzima kontrolu nad Skirom i novootkrivenim prirodnim resursima na tom području od Rusije. Budući da Rusija već ratuje s Kinom na kineskom kopnu, Rusija zove Sjedinjene Američke Države upomoć. Američka vojska, vezana ugovorom potpisanim nakon Hladnog Rata, pomaže Rusima u tom zadatku.

## Proširenja
Izdavačka tvrtka još je izdala dva proširenja za original: Gold Upgrade (koja uključuje i Red Hammer, kampanju iz sovjetske perspektive) i Resistance (koja uključuje različite nove značajke i poboljšane zvučne i slikovne efekte).
Dva su proširenja izdana i za OFP: Dragon Rising. Oba su sadržavala nove Multiplayer modove igranja.

## Zanimljivosti
U izvornoj inačici igre tri glavna otoka zamišljena su prema stvarnim otocima: Kolgujev je otok Tenerife, jedan od Kanarskih otoka, Everon je hrvatski otok Krk, a Malden je grčki otok Levkas u Jonskom moru. Pustinjski otok u igri je Meganissi, najveći otok istočno od Levkasa.
U OFP: Dragon Risingu, otok Skira je baziran na stvarnom otoku Kiska, nedaleko Aljaske.
Iako se otoci baziraju na stvarnim, u samoj igri otoci su znatno manji od pravih.

## Engine
Igru pogoni prva generacija Poseidon Engine-a, ili kako ga još Bohemia Interactive naziva Real Virtuality. Poseidon engine spada u skupinu najkompleksnijih 3D enginea jer pred sobom vrti prostore vjerojatno najveće u ijednoj igri, te pored toga još u pozadini vrti elemente simulacije tijela vojnika, vremenskih uvjeta, realnu balistiku metaka, simulaciju umjetne inteligencije... 
Isti taj engine je korišten u kasnijim naslovima Armed Assault 1 i 2, no naravno unaprijeđen i grafički dotjeran na svoju razinu koju sada malo igara može dostići, a isto tako i malo računala pokrenuti na najboljim postavkama.
OFP: Dragon Rising pogoni Poseidon Engine II, s nekim poboljšanjima.
Bohemia Interactive-ov engine omogućava i uništiv interaktivni okoliš, stvarnu balistiku metaka itd.

## Poveznice
- Armed Assault, "duhovni" nastavak ove igre
- Armed Assault 2, nastavak u serijalu ArmA
- Armed Assault 2: Operation Arrowhead, "standalone" proširenje za ArmA-u 2

## Vanjske poveznice
- Službene stranice Operation Flashpoint  Arhivirana inačica izvorne stranice od 18. rujna 2004. (Wayback Machine)
- OFP zajednica Wiki  Arhivirana inačica izvorne stranice od 15. travnja 2012. (Wayback Machine)
- Stranice OFP: Red River  Arhivirana inačica izvorne stranice od 5. rujna 2009. (Wayback Machine)
- Službena online prezentacija JSO squad-a  Arhivirana inačica izvorne stranice od 1. prosinca 2017. (Wayback Machine)